# Jakuševec Zabočki
Jakuševec Zabočki es una localidad de Croacia en el municipio de Zabok, condado de Krapina-Zagorje.

## Geografía
Se encuentra a una altitud de 162 m s. n. m. a 42,5 km de la capital nacional, Zagreb.

## Demografía
En el censo 2011, el total de población de la localidad fue de 368 habitantes.